# 新鶴温泉
新鶴温泉（にいつるおんせん）は、福島県大沼郡会津美里町にある温泉。

## 泉質
- 吹上源泉
  - 泉質 : 単純温泉
  - 源泉温度45.6℃
  - 湧出量毎分300リットル
  - 掘削動力揚湯型源泉
  - 無色透明（飲用可）

## 温泉地
ボーリングによって1987年（昭和62年）、45℃・300L/分の温泉噴出に成功。新鶴温泉村民健康センターがオープンとなったが、予想の6倍を超える利用客により手狭になったため、ふるさと創生事業によって新たな温泉施設を整備。1990年（平成2年）8月に、温泉のほか健康トレーニングルーム、休憩室、軽食喫茶、売店などを備えた日帰り入浴施設「新鶴温泉健康センター」が開設された。1992年（平成4年）12月には15部屋・69名宿泊可能な宿泊研修施設「ほっとぴあ新鶴」が併設された。
2023年4月からは新鶴温泉健康センター、ほっとぴあ新鶴の2施設が民間の共生（本社・会津若松市）に譲渡され、「新鶴温泉んだ」としてリニューアルオープンした。特産の朝鮮人参を利用した「にんじん風呂」もあり、またお膳にも「にんじんの天婦羅」が添えられ共に人気が高い。

## 周辺
温泉地は新鶴地域の高台にあって東に磐梯山が一望でき、夜は会津盆地の夜景の眺めがよい。また、温泉の東側に広がる丘陵地帯は水はけが良いため、一面ブドウ棚になっており、食用の他にワイン用ブドウも多く栽培されている。
すぐそばには温泉施設と同時期の1990年代に整備された「ふれあいの森スポーツ公園」があり、球場、運動場、テニスコート、キャンプ場、アスレチック等があり、一日中楽しむことができる（球場、テニスコート、キャンプ場等は要予約）。近くには細菌学者野口英世ゆかりの中田観音があり、また車で20分程度の所には伊佐須美神社や春日八郎記念公園・おもいで館がある。

## アクセス
- 鉄道 : 只見線根岸駅より徒歩約20分。
- バス : 会津若松駅前より会津バス新鶴温泉行きで約50分（日祝日運休）、新鶴温泉下車。
- 道路 : 磐越自動車道 新鶴SICより約5分、会津若松ICより約20分